# 洛措拉伊
洛措拉伊（義大利語：Lotzorai），是意大利撒丁大区努奥罗省的一个市镇。总面积16.84平方公里，人口2182人，人口密度129.6人/平方公里（2009年）。ISTAT代码为105012。